# Cordier
Pour les articles homonymes, voir Cordier (homonymie).

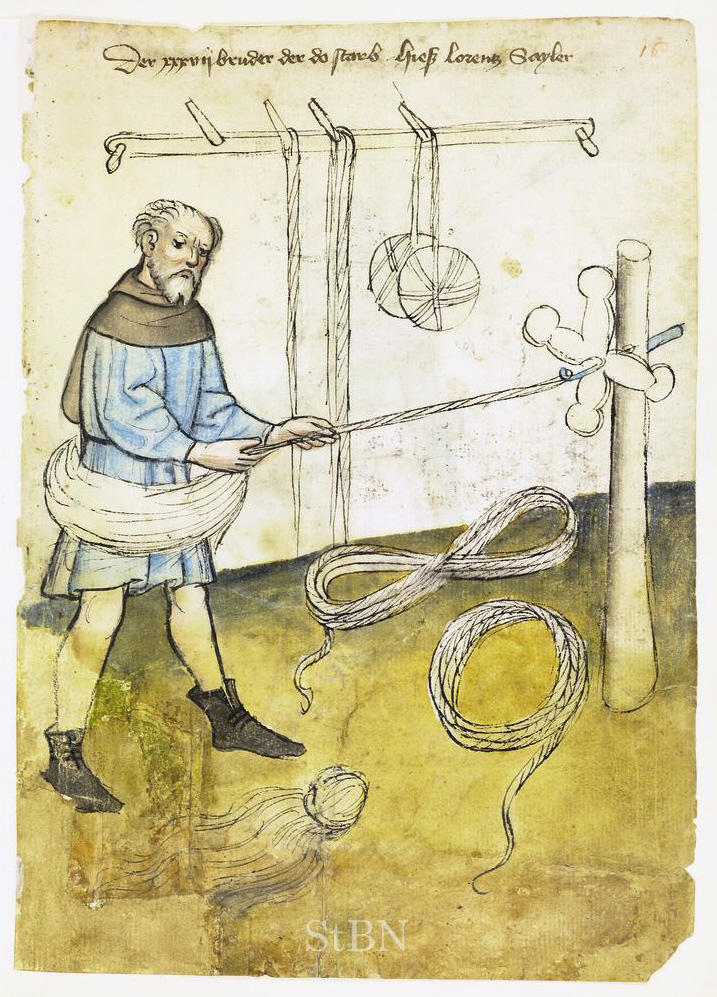
Un cordier au travail (vers 1425).

Un cordier est un ouvrier fabricant de la corde, des cordages ou des câbles.

## Histoire en France
L'usage du lien végétal remonte vraisemblablement à des temps très reculés, et les cordiers existèrent bien avant que ne soit fondée, au XIIIe siècle, la corporation des cordiers-criniers. La corporation des faissierres de cordes de fil (lin et chanvre), de teil (écorce de tilleul) et de poil a ses statuts au XIIIe siècle, dans le livre des métiers d'Etienne Boileau. La communauté des cordiers de Paris, aurait déposé ses statuts le 17 janvier 1394. Ailleurs, les Compagnons Cordiers du Devoir font naître leur société en l’an 1000 à Auxerre, mais le tableau de préséance de 1807 propose la date de 1407 pour la naissance de leur société du Devoir. Les sièges compagnonniques étaient établis près des ports maritimes (Rochefort…) ou le long des fleuves navigables (Tours, Angers…).
Cependant, tous les cordiers n’étaient pas Compagnons du Devoir. Leur métier étant souvent exercé en saison estivale, l’hiver était occupé au travail plus minutieux pouvant être effectué sous abris. Des travaux de bourrellerie étaient alors réalisés comme les émouchettes pour les chevaux.
On relève en 1442 dans des lettres patentes données à Tours par Charles VII que les cordiers sont tenus « de bailler et livrer tous cordages gros et menus aux gens de justice (...) quand les cas adviennent pour lier, pendre et exécuter larrons meurtriers ou autres malfaiteurs ».
En 1751, dans l'Encyclopédie ou Dictionnaire raisonné des sciences, des arts et des métiers de Diderot et D’Alembert, le métier de cordier est expliqué de façon détaillée.

## Formation
Les cordiers trouvaient des débouchés pour leurs cordes et cordage dans de nombreux domaines comme la pêche, le métier était répandu dans les zones maritimes car les métiers de la mer nécessitent de nombreuses cordes. Mais les cordiers trouvaient aussi des débouchés dans la cordonnerie, les cordes servaient aussi aux paysans et à quelques autres métiers comme les charpentiers.
Dans des régions comme le Berry, le matériau pour fabriquer les cordes étaient le chanvre (il a été cultivé jusqu'en 1920 dans le Berry). Les cordiers ne cultivaient pas eux-mêmes tout le chanvre dont ils avaient besoin. Ils étaient plutôt « prestataires de service » : on leur apportait le matériau, ils donnaient la corde en retour, moyennant salaire.

Le Métier
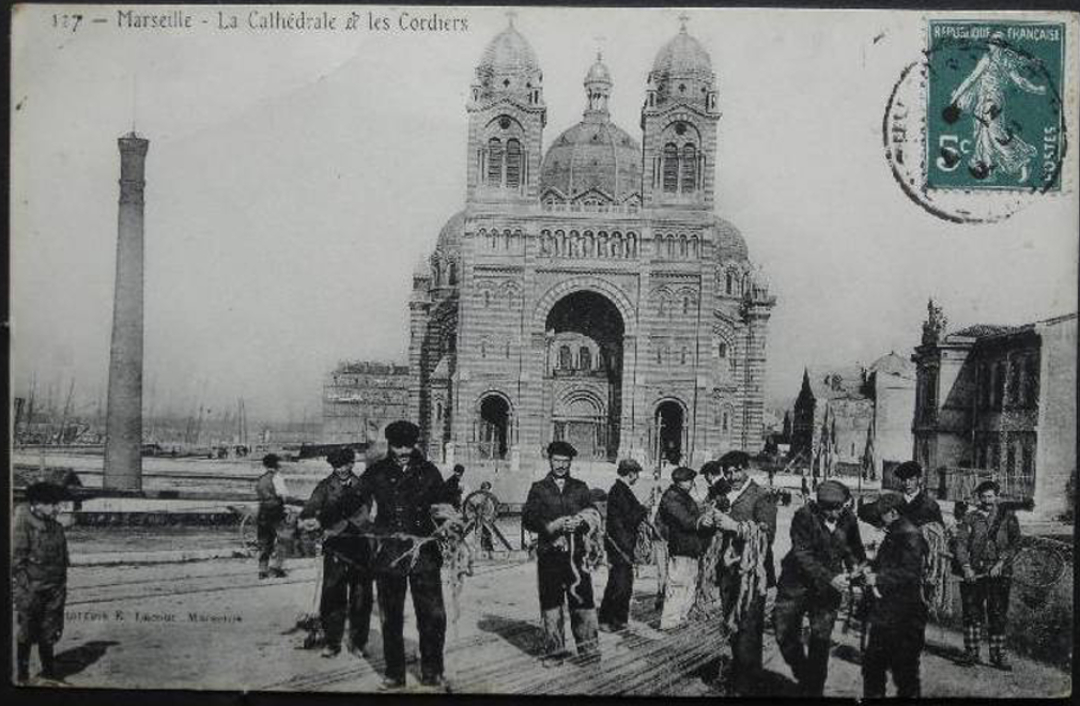
La cathédrale et les cordiers (métier) à Marseille, Bouches-du-Rhône, France.
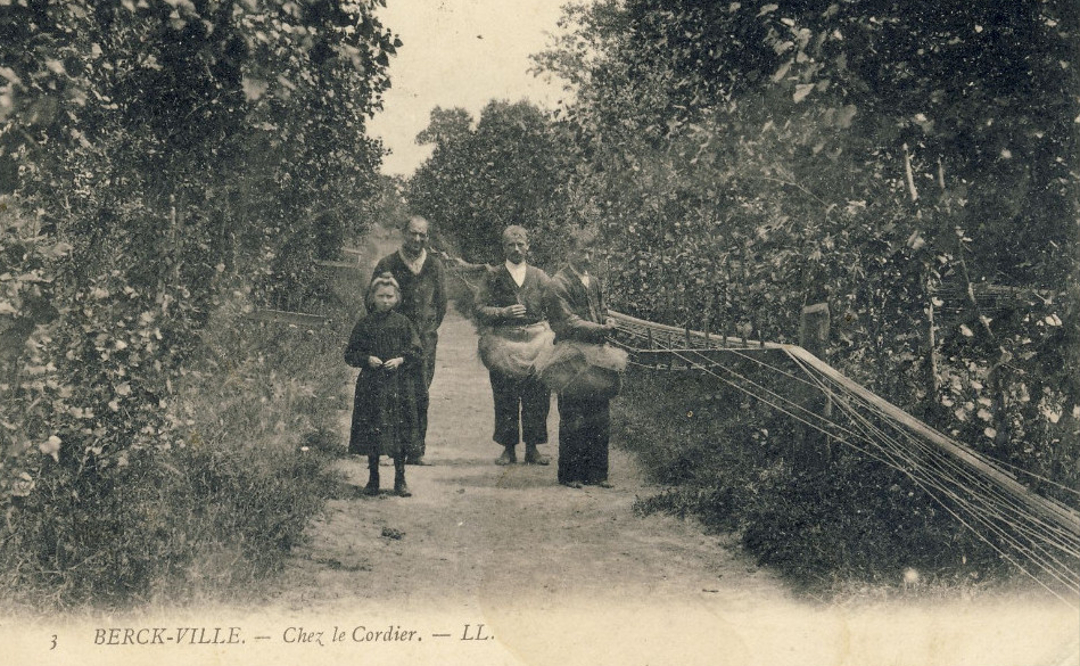
Le métier de cordier à Berck-ville, (Pas-de-Calais, France), ancien village de pêcheurs.
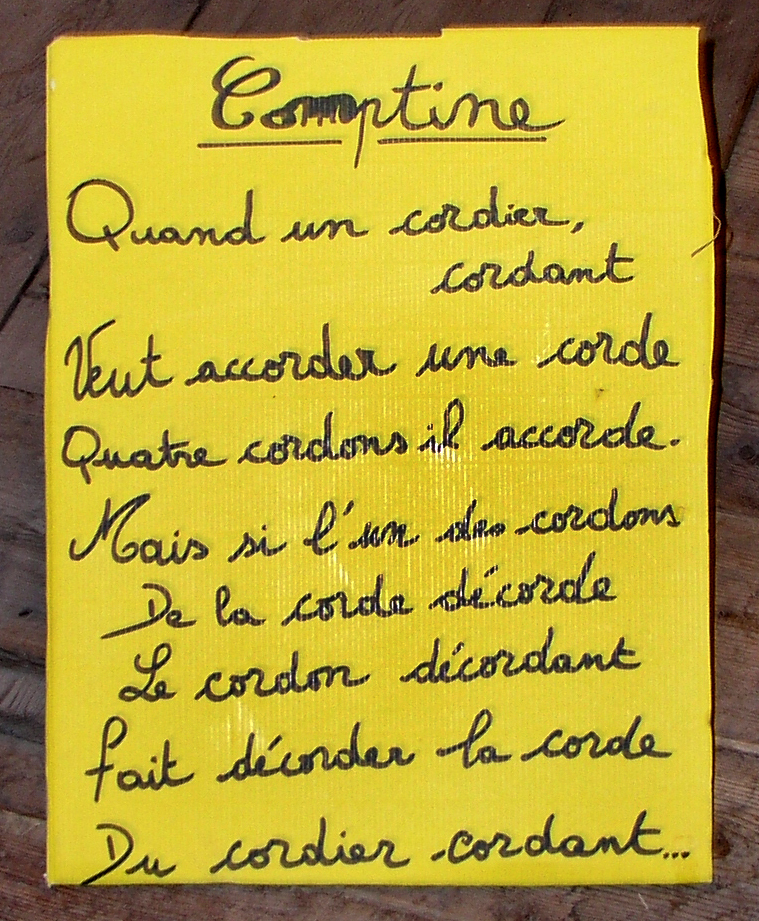
Comptine du cordier, Musée de Saint-Paul-sur-Ubaye, Alpes-de-Haute-Provence, France.
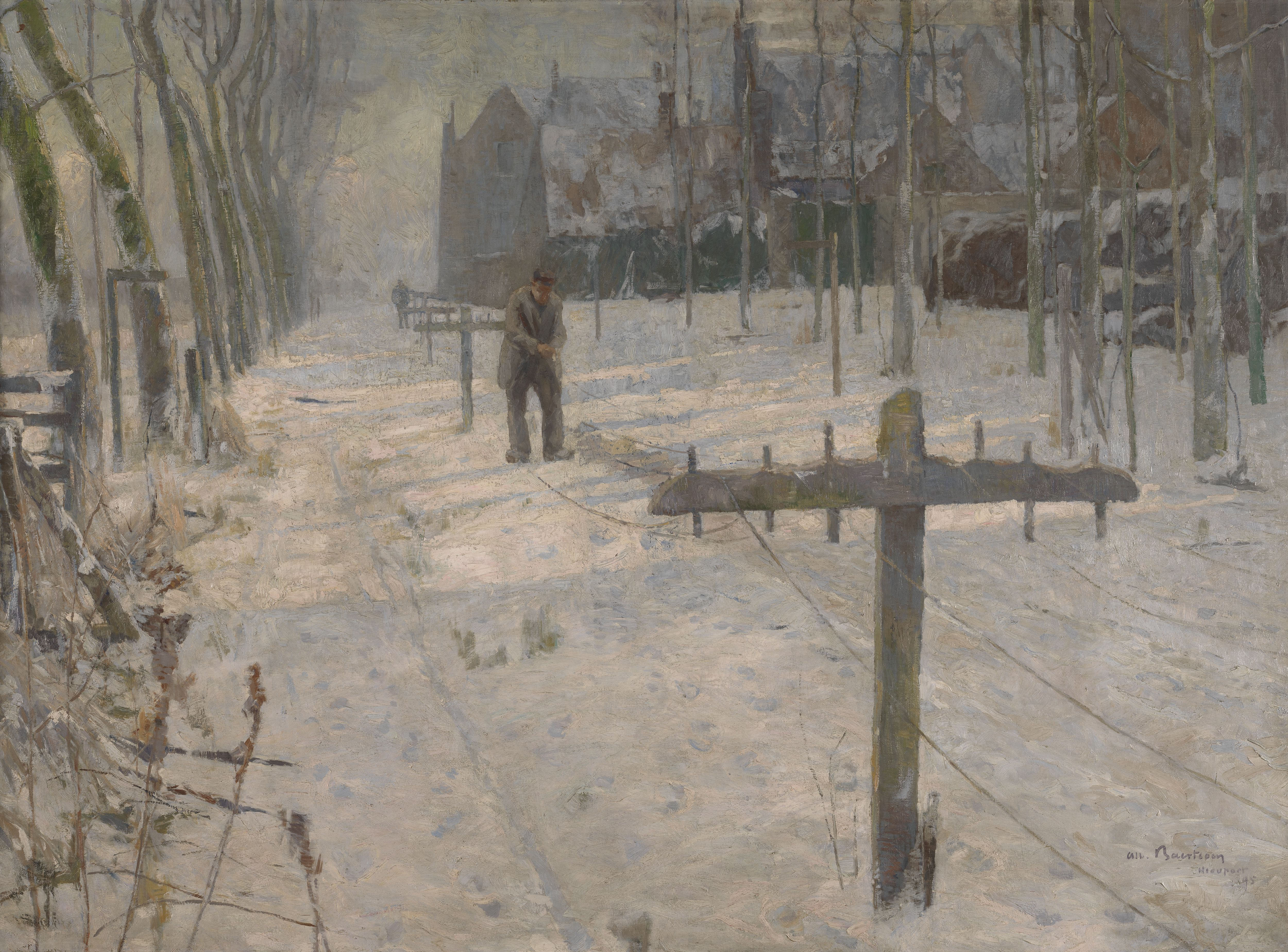
Matin de neige en Flandres. Cordiers sur les remparts Albert Baertsoen, 1895 Musée des Beaux-Arts de Gand.
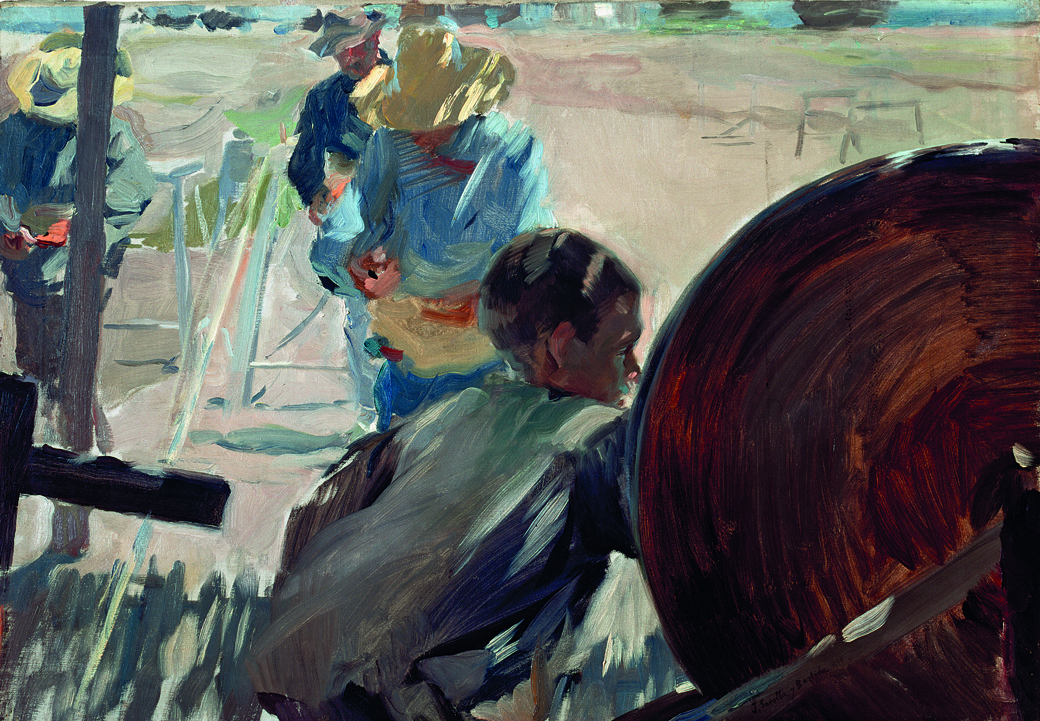
Cordiers de Javea, 1896 Joaquim Sorolla Musée Sorolla, Madrid

La technique en elle-même comporte trois étapes :
- le peignage des fibres à l'aide d'un séran. Le séran est une sorte de grande brosse avec des pics métalliques. Cela permet de nettoyer le chanvre et séparer les fibres ;
- le filage : le cordier dévide le fil de chanvre ;
- le câblage, dernière étape. On réunit plusieurs fils par torsion pour obtenir un toron. Enfin, plusieurs torons permettront de produire une corde.

La Technique
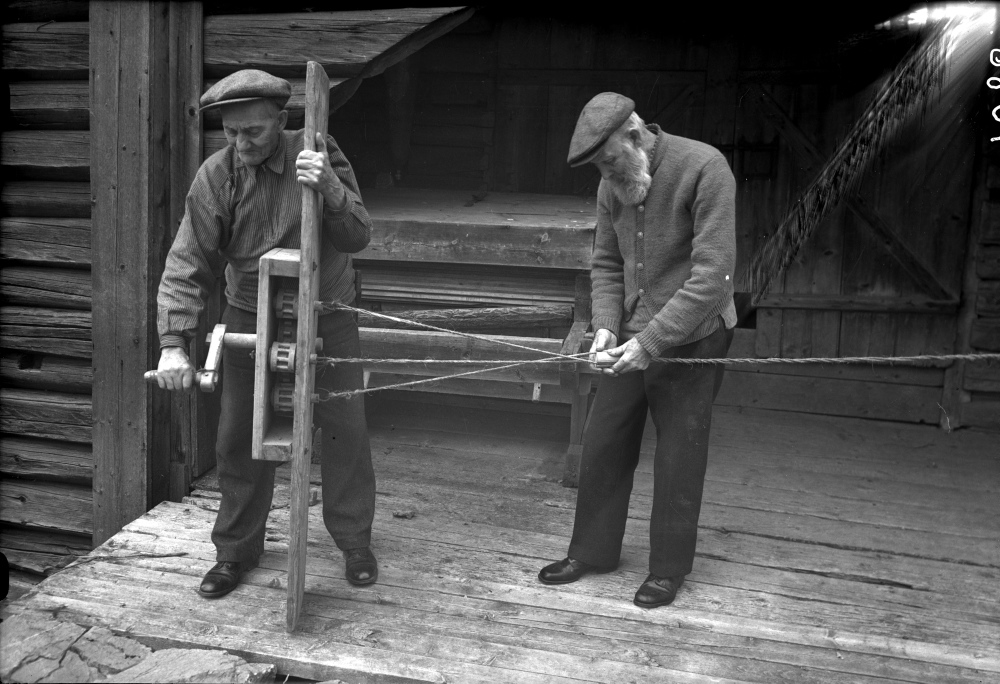
Deux hommes fabriquant une corde. Musée régional de Hadeland Folkemuseum, Norvège.
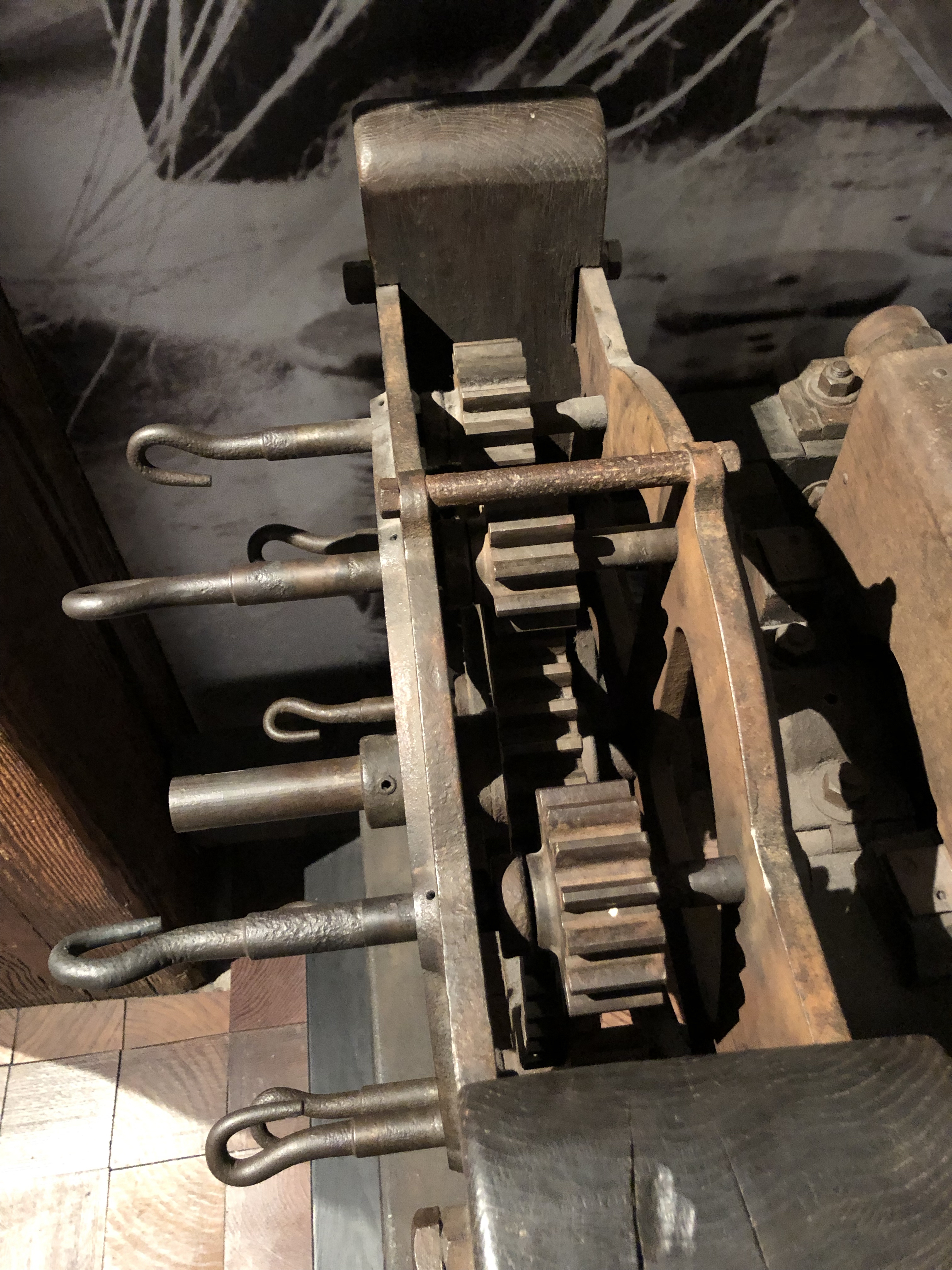
Machine à cordes du musée maritime du San Francisco Maritime National Historical Park, Californie, États-Unis.
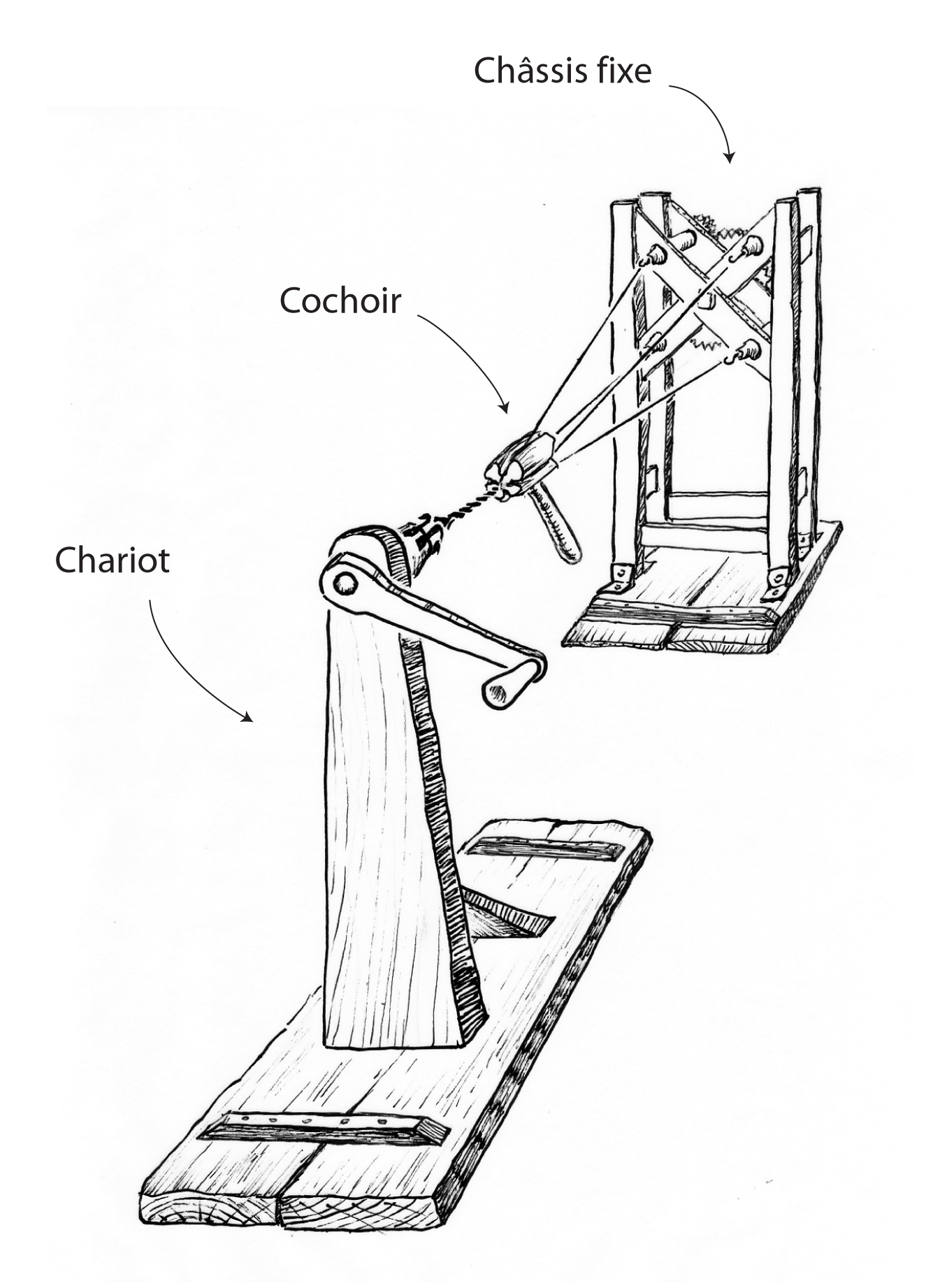
Courdier artisanal du musée de Saint-Paul-sur-Ubaye, Alpes-de-Haute-Provence, France.
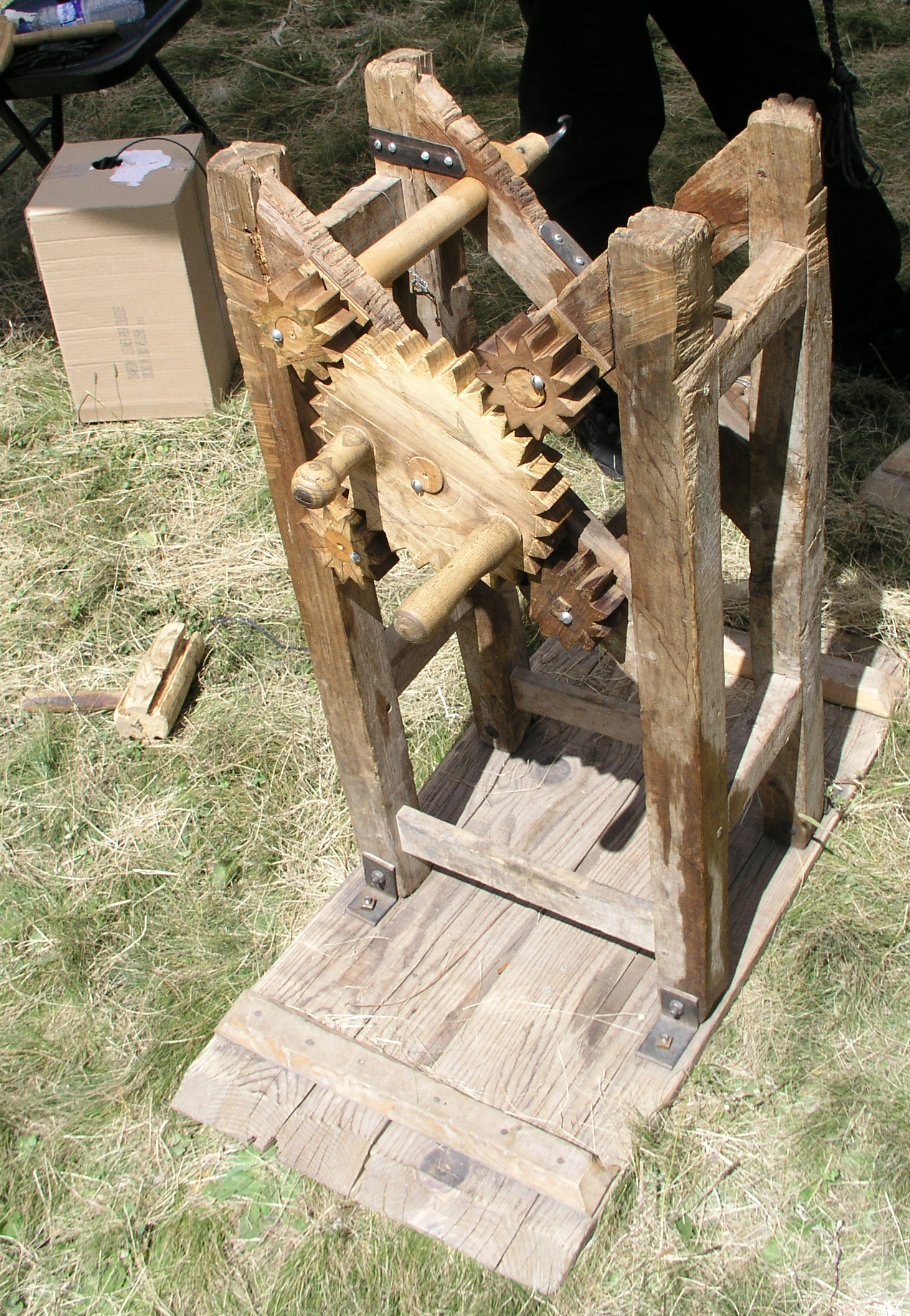
Partie fixe du courdier du musée de Saint-Paul-sur-Ubaye, en usage lors de la journée du musée vivant, Alpes-de-Haute-Provence, France.
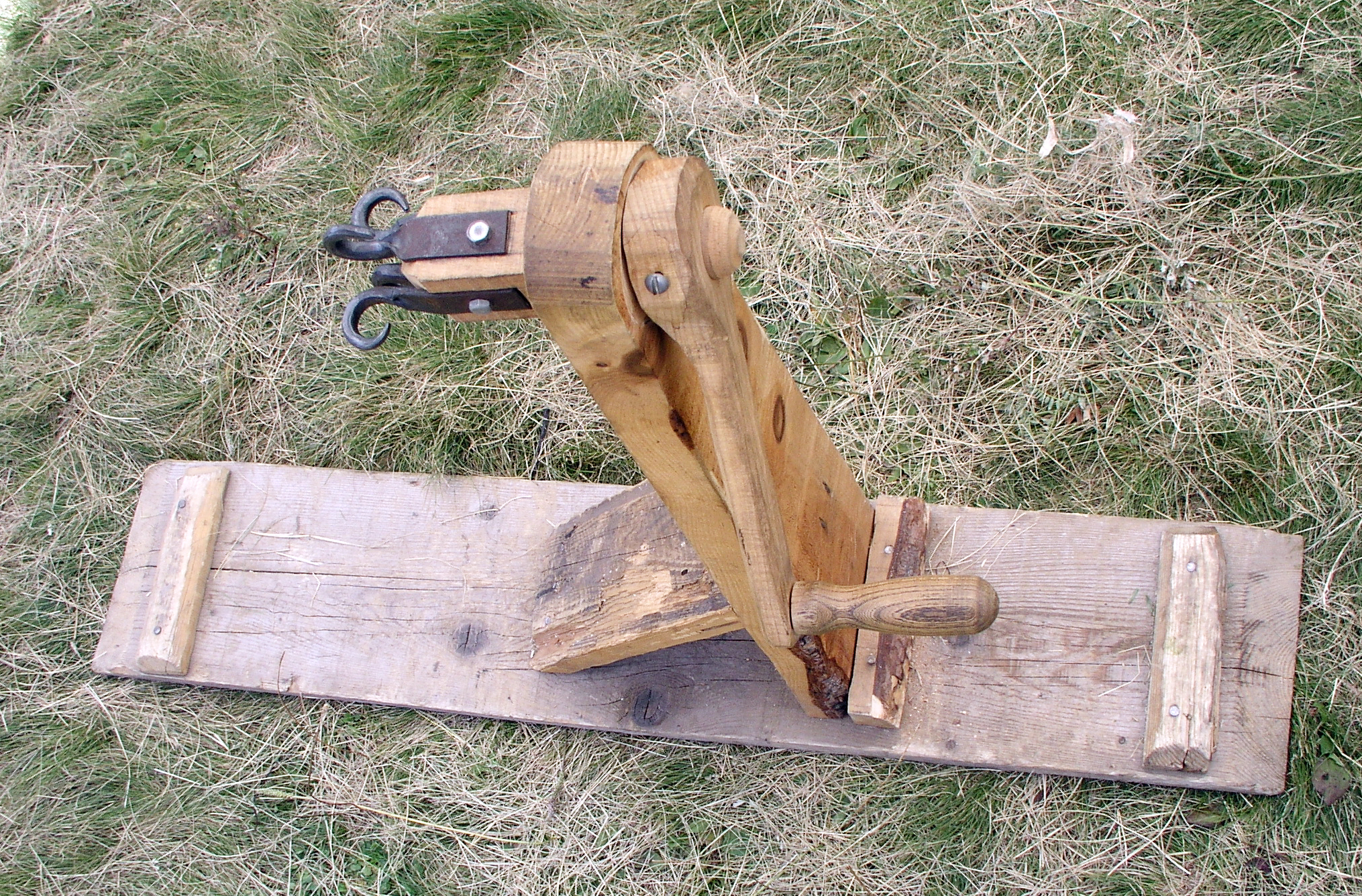
Chariot du courdier en usage lors de la journée du musée vivant de Saint-Paul-sur-Ubaye, Alpes-de-Haute-Provence, France.

## Outils du cordier
Outre le dispositif mécanique permettant de donner aux fils la torsion nécessaire permettant aux torons de former la corde, l'artisan cordier utilise des outils à main spécifiques, en particulier:
- le croc : c'est un outil de bois dur (buis, cormier) en forme de crochet qui permet d'étendre le fil afin de former les torons ;
- le cochoir : en bois dur, en forme de cône tronqué comportant des encoches longitudinales, il permet au cordier de maîtriser le torsadage des torons pour former la corde;
- l'épissoir : permet de réaliser des épissures.

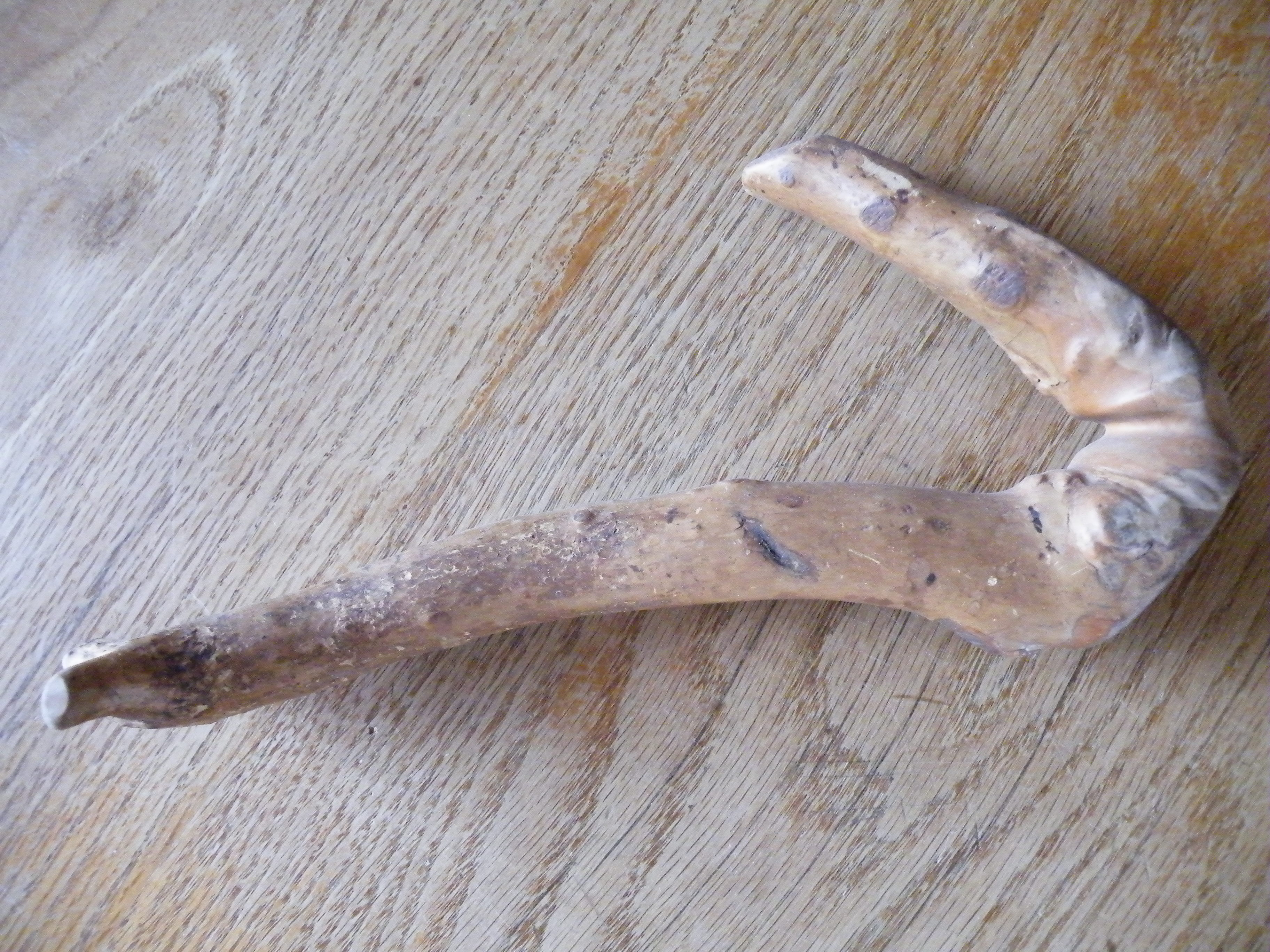
Croc de cordier.
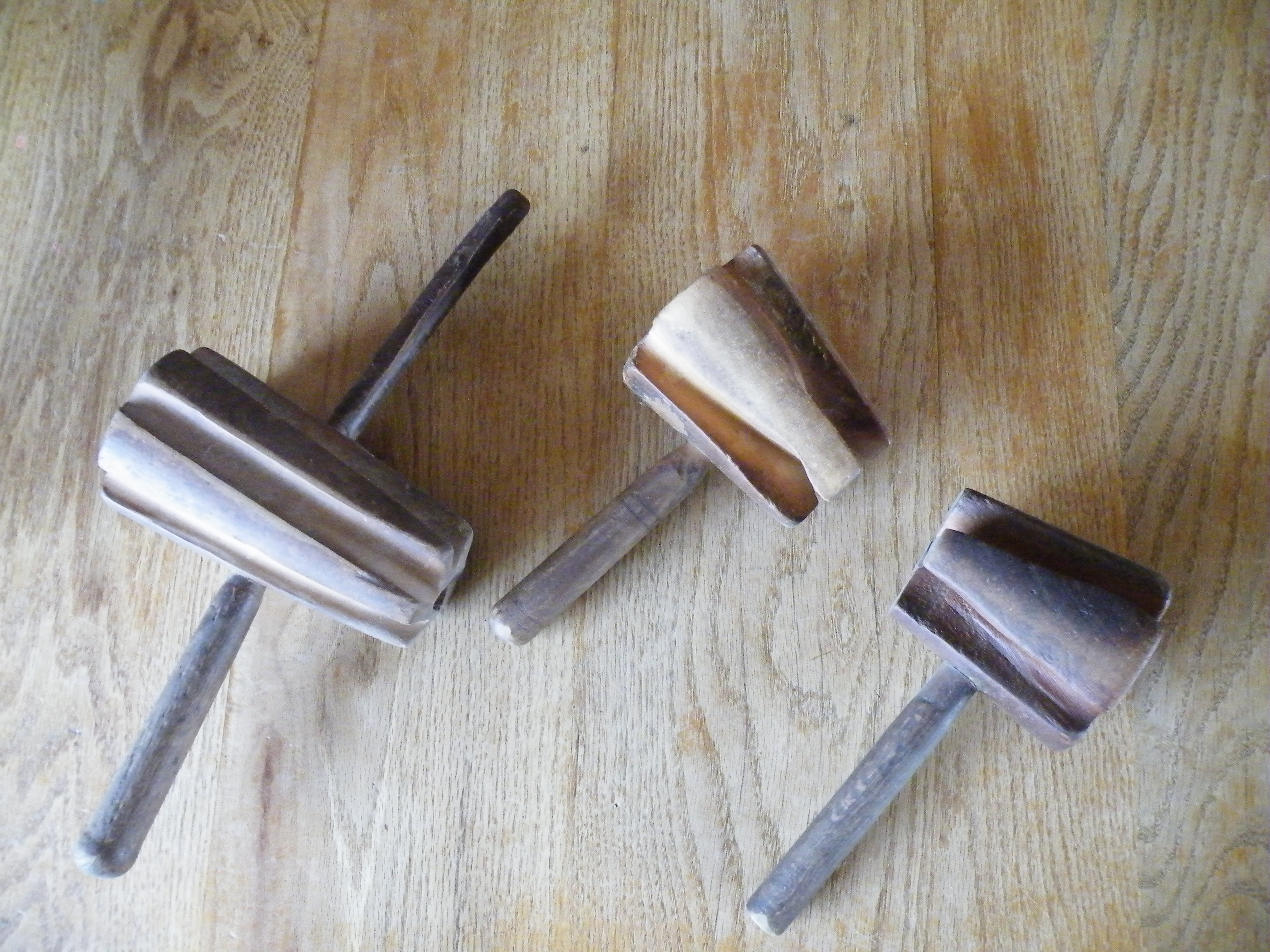
Cochoirs de cordier.
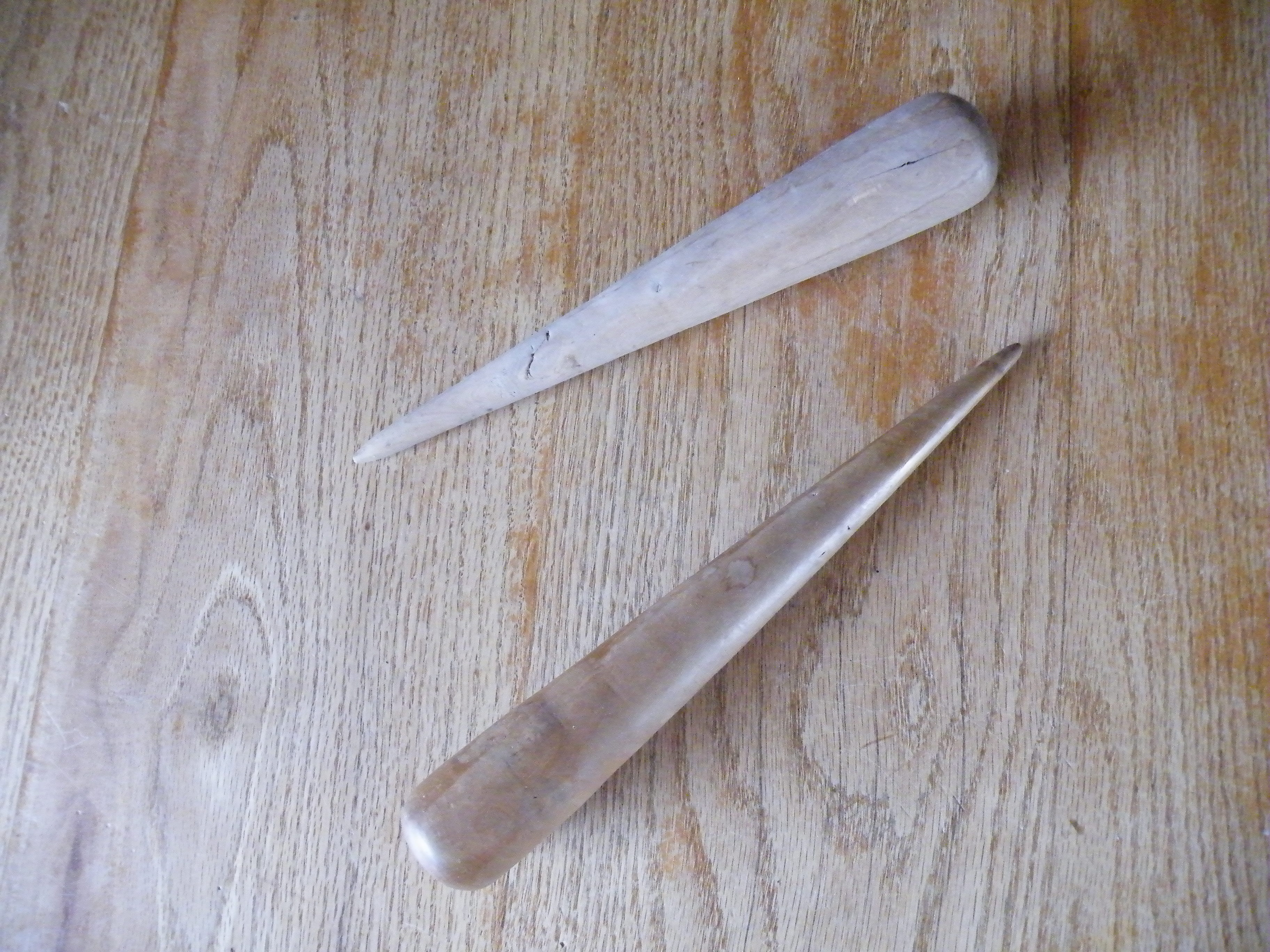
Épissoirs.

## Emploi

### En Bretagne
En Bretagne, le métier de cordier était l'activité obligatoire des caquins (ou cacous), population exclue par le reste des habitants au motif qu'ils auraient été des descendants de lépreux.

« Depuis au moins le XVe siècle, le métier de cordier est le monopole des parias, considérés comme les descendants des lépreux : ils vivent dans des hameaux séparés, ont des lieux de culte ainsi que des cimetières qui leur sont réservés. (...) La chapelle de la Madeleine, aujourd'hui en Penmarc'h, leur est manifestement destinée. En effet, les toponymes "La Madeleine" sont synonymes de noms de lieux comme "La Maladrerie" (léproserie) et sainte Madeleine est la patronne des cordiers. »